# Rautahat
Der Distrikt Rautahat (Nepali रौतहट जिल्ला) ist einer von 77 Distrikten in Nepal.
Der Rautahat-Distrikt ist Teil der Verwaltungszone Narayani. Verwaltungssitz ist Gaur im Terai. Im Jahre 2001 hatte der Distrikt 545.132 Einwohner; 2011 waren es 686.722. Die Bevölkerung ist überwiegend hinduistisch; mit einem Anteil von annähernd 20 % hat Rautahat den höchsten Anteil an Muslimen im Land.

## Verwaltungsgliederung
Städte im Distrikt Rautahat:
- Chandrapur
- Garuda
- Gaur

Im Distrikt Rautahat liegen außerdem folgende Village Development Committees (VDCs):
- Ajagabi
- Akolawa
- Auraiya
- Badharwa
- Bagahi
- Bahuwa Madanpur
- Bairiya
- Banjaraha
- Bariyarpur
- Basantapatti
- Basatpur
- Bhalohiya
- Bhediyahi
- Birtipraskota
- Bishrampur
- Bisunpurwa Manpur
- Brahmapuri
- Debahi
- Dharampur
- Dharhari
- Dipahi
- Dumriyachaur
- Fatuha Maheshpur
- Fatuwa Harsaha
- Gadhi
- Gamhariya Birta
- Gamhariya Parsa
- Gangapipra
- Ghiwura
- Gunahi
- Hajminiya
- Hardiya Paltuwa
- Harsaha
- Hathiyahi
- Inarbari Jyutahi
- Inaruwa
- Jatahare
- Jethrahiya
- Jhunkhunma
- Jingadawa Belbichhwa
- Jingadiya
- Jowaha
- Kakanpur
- Karkach Karmaiya
- Karuniya
- Katahariya
- Khesarhiya
- Laxminiya
- Laxmipur
- Laxmipur Belbichhawa
- Lokaha
- Madanpur
- Madhopur
- Maryadpur
- Masedawa
- Mathiya
- Matsari
- Mithuawa
- Mudwalawa
- Narkatiya Guthi
- Pacharukhi
- Pataura
- Pathara Budharampur
- Pipariya
- Pipra Bhagwanpur
- Pipra Pokhariya
- Pipra Rajbara
- Pratappur Paltuwa
- Prempur Gunahi
- Purainawma
- Raghunathpur
- Rajdevi
- Rajpur Farhadawa
- Rajpur Tulsi
- Ramauli Bairiya
- Rampur Khap
- Rangapur
- Sakhuwa
- Sakhuwa Dhamaura
- Samanpur
- Sangrampur
- Santapur
- Sarmujawa
- Saruatha
- Saunaraniya
- Sawagada
- Shitalpur Bairgania
- Simara Bhawanipur
- Sirsiya
- Tejapakar
- Tengraha
- Tikuliya